# Relais 4 × 100 mètres masculin aux Jeux olympiques d'été de 2024
Pour des articles plus généraux, voir Athlétisme aux Jeux olympiques d'été de 2024 et Relais 4 × 100 mètres aux Jeux olympiques.
Navigation
Tokyo 2020 Los Angeles 2028
L'épreuve du relais 4 × 100 mètres masculin aux Jeux olympiques de 2024 se déroule les 8 et 9 août 2024 au Stade de France, au nord de Paris, en France.

## Records
Avant cette compétition, les records dans cette discipline étaient les suivants : 
| Record du monde  | Nesta Carter, Michael Frater, Yohan Blake, Usain Bolt (JAM) | 36 s 84 | Londres | 11 août 2012 |
| Record olympique | Nesta Carter, Michael Frater, Yohan Blake, Usain Bolt (JAM) | 36 s 84 | Londres | 11 août 2012 |

## Qualifications
| Équipes qualifiées lors des Relais mondiaux 2024 |
| --- |
| - États-Unis - Italie - France - Grande-Bretagne - Canada - Jamaïque - Japon - Chine - Afrique du Sud - Ghana - Australie - Allemagne - Nigeria - Liberia |

## Programme
| Date            | Horaire | Manche       |
| --------------- | ------- | ------------ |
| Jeudi 8 août    | 10 h 00 | Premier tour |
| Vendredi 9 août | 19 h 00 | Finale       |

## Médaillés
| Or                                                                    | Argent                                                                              | Bronze                                                                                       |
| Canada- Aaron Brown - Jerome Blake - Brendon Rodney - Andre De Grasse | Afrique du Sud- Bayanda Walaza - Shaun Maswanganyi - Bradley Nkoana - Akani Simbine | Grande-Bretagne- Jeremiah Azu - Louie Hinchliffe - Nethaneel Mitchell-Blake - Zharnel Hughes |

## Résultats

### Premier tour
Les 2 premiers de chaque série sont qualifiés (Q) pour la finale, ainsi que les deux meilleurs temps (q). 
| Rang | Couloir | Pays            | Athlète                                                                 | Temps   | Notes |
| ---- | ------- | --------------- | ----------------------------------------------------------------------- | ------- | ----- |
| 1    | 6       | États-Unis      | Christian Coleman, Fred Kerley, Kyree King, Courtney Lindsey            | 37 s 47 | Q     |
| 2    | 4       | Afrique du Sud  | Bayanda Walaza, Shaun Maswanganyi, Bradley Nkoana, Akani Simbine        | 37 s 94 | SB Q  |
| 3    | 5       | Grande-Bretagne | Jeremiah Azu, Louie Hinchliffe, Richard Kilty, Nethaneel Mitchell-Blake | 38 s 04 | SB Q  |
| 4    | 7       | Japon           | Abdul Hakim Sani Brown, Hiroki Yanagita, Yoshihide Kiryū, Koki Ueyama   | 38 s 06 | SB q  |
| 5    | 8       | Italie          | Matteo Melluzzo, Marcell Jacobs, Eseosa Desalu, Filippo Tortu           | 38 s 07 | q     |
| 6    | 9       | Australie       | Lachlan Kennedy, Jacob Despard, Calab Law, Joshua Azzopardi             | 38 s 12 | AR    |
| 7    | 2       | Nigeria         | Favour Ashe, Kayinsola Ajayi, Alaba Akintola, Usheoritse Itsekiri       | 38 s 20 | SB    |
| 8    | 3       | Pays-Bas        | Onyema Adigida, Taymir Burnet, Nsikak Ekpo, Elvis Afrifa                | 38 s 48 |       |

| Rang | Couloir | Pays      | Athlète                                                                     | Temps   | Notes |
| ---- | ------- | --------- | --------------------------------------------------------------------------- | ------- | ----- |
| 1    | 5       | Chine     | Deng Zhijian, Xie Zhenye, Yan Haibin, Chen Jiapeng                          | 38 s 24 | SB Q  |
| 2    | 7       | France    | Méba-Mickaël Zézé, Jeff Erius, Ryan Zézé, Pablo Matéo                       | 38 s 34 | Q     |
| 3    | 6       | Canada    | Aaron Brown, Jerome Blake, Brendon Rodney, Andre De Grasse                  | 38 s 39 | Q     |
| 4    | 8       | Jamaïque  | Ackeem Blake, Jelani Walker, Jehlani Gordon, Kishane Thompson               | 38 s 45 | SB L  |
| 5    | 9       | Allemagne | Kevin Kranz, Owen Ansah, Yannick Wolf, Lucas Ansah-Peprah                   | 38 s 53 |       |
| 6    | 3       | Brésil    | Gabriel dos Santos, Felipe Bardi, Erik Cardoso, Renan Correa                | 38 s 73 |       |
| 7    | 2       | Liberia   | Jabez Reeves, Emmanuel Matadi, John Sherman, Joseph Fahnbulleh              | 38 s 97 |       |
|      | 4       | Ghana     | Joseph Amoah, Abdul-Rasheed Saminu, Benjamin Azamati-Kwaku, Ibrahim Fuseini | DQ      | L     |

### Finale

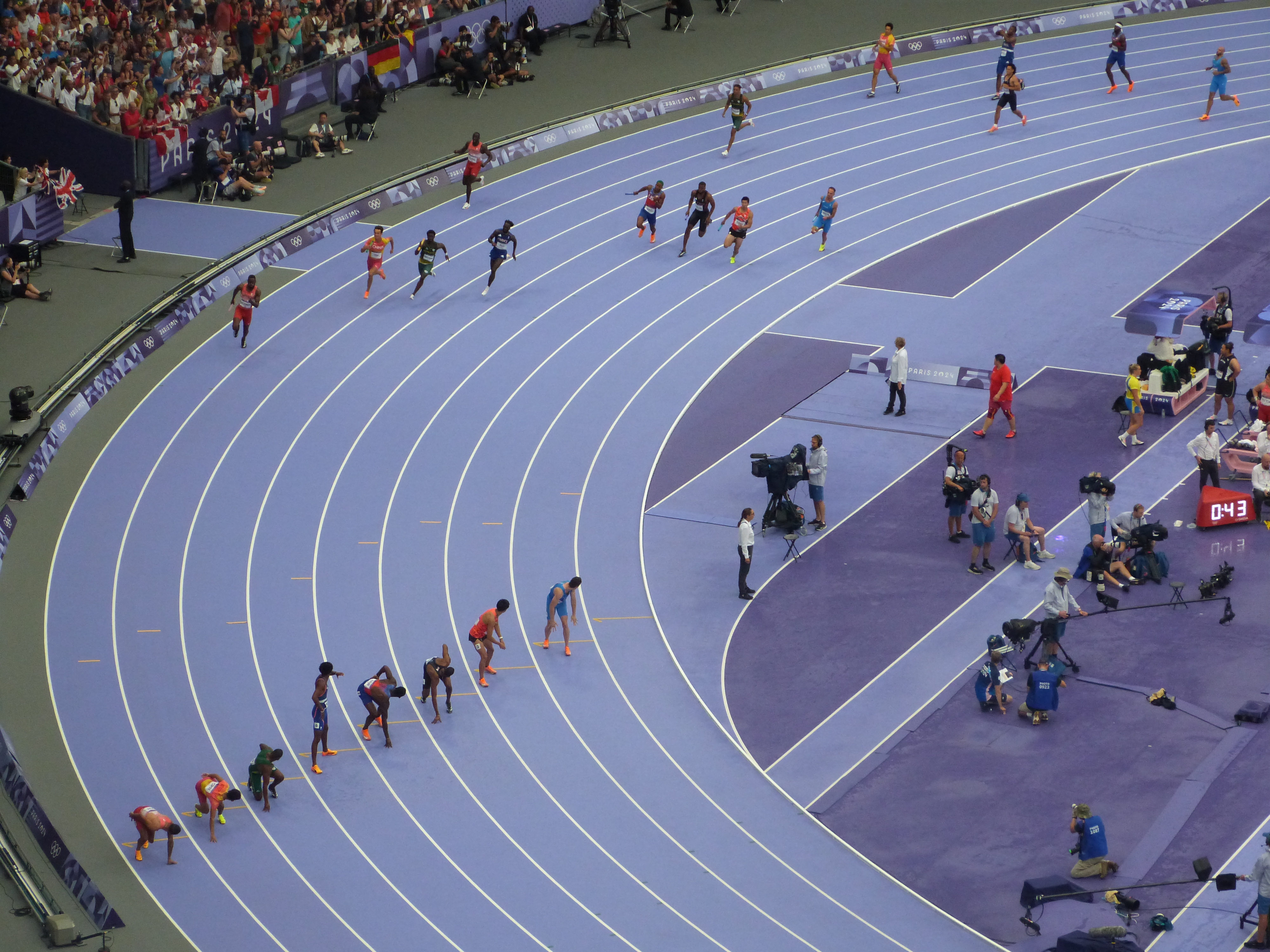
La finale

| Rang                                | Couloir | Pays            | Athlète                                                                  | Temps   | Notes |
| ----------------------------------- | ------- | --------------- | ------------------------------------------------------------------------ | ------- | ----- |
| Médaille d'or, Jeux olympiques      | 9       | Canada          | Aaron Brown, Jerome Blake, Brendon Rodney, Andre De Grasse               | 37 s 50 | SB L  |
| Médaille d'argent, Jeux olympiques  | 7       | Afrique du Sud  | Bayanda Walaza, Shaun Maswanganyi, Bradley Nkoana, Akani Simbine         | 37 s 57 | AR    |
| Médaille de bronze, Jeux olympiques | 4       | Grande-Bretagne | Jeremiah Azu, Louie Hinchliffe, Nethaneel Mitchell-Blake, Zharnel Hughes | 37 s 61 | SB    |
| 4                                   | 2       | Italie          | Matteo Melluzzo, Marcell Jacobs, Lorenzo Patta, Filippo Tortu            | 37 s 68 |       |
| 5                                   | 3       | Japon           | Ryuichiro Sakai, Abdul Hakim Sani Brown, Yoshihide Kiryū, Koki Ueyama    | 37 s 78 |       |
| 6                                   | 6       | France          | Méba-Mickaël Zézé, Jeff Erius, Ryan Zézé, Pablo Matéo                    | 37 s 81 |       |
| 7                                   | 8       | Chine           | Deng Zhijian, Xie Zhenye, Yan Haibin, Chen Jiapeng                       | 38 s 06 |       |
|                                     | 5       | États-Unis      | Christian Coleman, Kenny Bednarek, Kyree King, Fred Kerley               | DQ      | L     |

## Légende
Records et Performances
- AR : Record continental (area record)
- CR : Record des championnats (championship record)
- MR : Record du meeting (meet record)
- NR : Record national (national record)
- OR : Record olympique (olympic record)
- PR : Record paralympique (paralympic record)
- PB : Record personnel (personal best)
- SB : Meilleure performance personnelle de la saison (season's best)
- WL : Meilleure performance mondiale de l'année (world leader)
- WJR : Record du monde junior (world junior record)
- WR : Record du monde (world record)

Circonstances et Conditions
- DNF : N'a pas terminé (did not finish)
- DNS : N'a pas pris le départ (did not start)
- DQ : Disqualification (disqualification)
- NM : Aucun essai valable enregistré (No Mark)
- Q : Qualifié « directement » au prochain tour (ou à la prochaine compétition), lors d'une compétition majeure, grâce au classement ou à la réalisation des minima (automatic qualifier)
- q : Qualifié au prochain tour (ou à la prochaine compétition), lors d'une compétition majeure, grâce au repêchage ou à la réalisation de l'une des meilleures performances parmi celles des « non qualifiés directement » (grâce au meilleur temps ou à la meilleure distance par exemple) (secondary qualifier)